# Paul Nuttall
Paul Nuttall, né le 30 novembre 1976 à Liverpool, est un homme politique britannique. Leader de l'UKIP de novembre 2016 à juin 2017, il quitte ce parti en 2018 et rejoint le Parti du Brexit. Il est député européen de 2009 à 2019.

## Biographie
Élevé dans une famille catholique, il poursuit ses études secondaires à la Savio High School de  Bootle. Il étudie l'histoire au Edge Hill College, puis s'inscrit à l'université de Liverpool Hope où il se spécialise en politique édouardienne et obtient un MA. Il reçoit son Certificate in Education en 2004 de l'université du Lancashire central et enseigne de 2004 à 2006 à l'université de Liverpool Hope.
Il quitte le Parti conservateur en 2004 et fonde la branche « jeunesse » de l'UKIP. 
Lors des élections européennes de 2009 il est élu député européen dans la circonscription d'Angleterre du Nord-Ouest. Il est réélu en 2014.
En novembre 2016, il est élu à la tête du parti eurosceptique avec une large avance (62,6 % des voix),.
Considéré comme un « bon débatteur, ferme sur la politique anti-immigration », Paul Nuttall est partisan de la peine de mort pour les assassins d’enfants et en faveur d'une loi interdisant la burqa dans l'espace public.
Il annonce être candidat pour les élections générales de 2017 dans la circonscription de Boston et Skegness. Le 9 juin 2017, au lendemain des législatives, il démissionne après avoir échoué à se faire élire député. En 2018, il quitte l'UKIP et rejoint le Parti du Brexit l'année suivante.
Il est marié et père d'un enfant.

## Résultats électoraux

### Chambre des communes
| Élection          | Circonscription             | Parti | Parti | Voix  | %    | Résultats |
| ----------------- | --------------------------- | ----- | ----- | ----- | ---- | --------- |
| Générales de 2005 | Bootle                      |       | UKIP  | 1 054 | 4,1  | Échec     |
| Générales de 2010 | Bootle                      |       | UKIP  | 2 514 | 6,1  | Échec     |
| Partielle de 2011 | Oldham East and Saddleworth |       | UKIP  | 2 029 | 5,8  | Échec     |
| Générales de 2015 | Bootle                      |       | UKIP  | 4 915 | 10,9 | Échec     |
| Partielle de 2017 | Stoke-on-Trent Central      |       | UKIP  | 5 233 | 24,7 | Échec     |
| Générales de 2017 | Boston and Skegness         |       | UKIP  | 3 308 | 7,7  | Échec     |

### Parlement européen
| Élection            | Circonscription          | Parti | Parti | Voix    | %    | Résultats |
| ------------------- | ------------------------ | ----- | ----- | ------- | ---- | --------- |
| Européennes de 2009 | Angleterre du Nord-Ouest |       | UKIP  | 261 740 | 15,8 | Élu       |
| Européennes de 2014 | Angleterre du Nord-Ouest |       | UKIP  | 481 932 | 27,5 | Élu       |